# Adela (comtessa de Vexin)
Adela (o Alix) Capet, comtessa de Vexin (4 Octubre, Paris, 1160 - Castella, entre 1213 i 1221), va ser la filla del Rei Lluís VII de França i la seva segona dona Constança de Castella i de Barcelona.

## Orígens familiars
Segona filla del matrimoni entre el rei Lluís VII de França i la seva segona dona Constança de Castella, filla del rei Alfons VII de Castella i Berenguera de Barcelona, i que va morir als cinc dies després de donar a llum, amb el que Lluís es va casar amb Adela de Xampanya. Era neta per línia paterna de Lluís VI de França i Adelaida de Savoia. Fou germana per part de pare del futur rei Felip II de França, de Maria de França i d'Aquitània i d'Alix de França.

## Prometatge amb Ricard Cor de Lleó
El 1169 (amb vuit anys) la prometeren a Ricard Cor de Lleó, fill d'Enric II d'Anglaterra, que la fer anar a Anglaterra.
El 1174 el rei Enric II renovà a Lluís VII de França la promesa de matrimoni entre els dos prínceps, però Enric la convertí en la seva amant, retardant així el seu matrimoni. El 1177, el Papa Alexandre III va intervenir per ordenar-li, sota pena d'excomunió, a contreure el matrimoni convingut. Renovà la seva promesa el desembre de 1183 però durant la quaresma de 1186 Ricard es negà a complir les seves promeses.
Després de la mort del rei Enric II, l'any 1189, el seu fill i successor Ricard, dugué Alix fins a Rouen el febrer de 1190, però el 1191, va advertir al rei de França Felip II August que no es casaria amb la seva germana a causa del deshonor.

## Núpcies i descendents
Després d'haver intentat casar-la amb Joan sense Terra, germà de Ricard, el rei Felip August, la casa el 20 d'agost de 1195 amb Guillem II de Ponthieu (1178-1221), comte de Ponthieu. D'aquest matrimoni van néixer tres fills: 
- Joan II de Ponthieu, mort jove.
- Maria de Ponthieu (?-v 1250), casada en primeres núpcies amb Simó de Dammartin, i posteriorment amb Mateu de Montmorency (?-1250).
- Isabel de Ponthieu, abadessa.